# Ministerio de Obras y Servicios Públicos (1969)
El Ministerio de Obras y Servicios Públicos de Argentina creado en 1969 fue un departamento dependiente del Poder Ejecutivo Nacional con competencia en obra pública y servicios públicos. Estuvo activo durante casi cuatro años, entre 1969 y 1973.

## Historia
Este ministerio fue creado por ley n.º 18 416 del Poder Ejecutivo Nacional (PEN) del 20 de octubre de 1969 (publicada en el Boletín Oficial el 23 del mismo mes y año), rubricada por el presidente de facto Juan Carlos Onganía.
A través de la ley n.º 20 524, sancionada el 10 de agosto de 1973 y promulgada el 14 del mismo mes y año, se reformó el gabinete, el ministerio de Obras y Servicios quedó disuelto y sus competencias pasaron al Ministerio de Economía.

## Organismos dependientes
El 8 de mayo de 1972, por ley n.º 19 616 (publicada en el Boletín Oficial el 15 de mayo del mismo año) del presidente de facto Alejandro Agustín Lanusse, se creó en el ámbito del Instituto Nacional de Prevención Sísmica. El 22 de agosto, por intermedio de la Ley Nacional de Telecomunicaciones (ley n.º 19 798), se creó el Consejo Nacional de Telecomunicaciones (CONATEL), dependiente del ministerio (a través de la Secretaría de Comunicaciones).
El 29 de enero de 1973, por ley n.º 20 126 (publicada el 6 de febrero de 1973), se creó en la órbita del ministerio el Instituto Nacional de Ciencia y Técnica Hídricas.